# Paesaggio ungherese
Paesaggio ungherese o Paesaggio montano è un affresco realizzato da Masolino da Panicale nel Palazzo Branda (palazzo del cardinale Branda Castiglione) a Castiglione Olona in provincia di Varese. È particolarmente importante perché rappresenta il primo caso conosciuto in Italia, su scala monumentale, di pittura di paesaggio a sé stante, priva cioè di altre figure principali, soggetti sacri, mitologici o allegorici.

## Descrizione
L'affresco, databile al 1435 circa, rappresenta, secondo l'interpretazione tradizionale, la veduta della città ungherese di Veszprém ove il prelato aveva esplicato l'autorità vescovile come amministratore apostolico dal 1410 al 1420 per invito del re Sigismondo di Lussemburgo; secondo interpretazioni più recenti raffigurerebbe, invece, un paesaggio di fantasia. Raffigura una serie di alte montagne costellate di castelli e insediamenti fortificati, mentre nella vallata, rappresentata come un vasto prato verde turchese, si trova una città. L'affresco venne probabilmente eseguito a memoria del viaggio in Ungheria avvenuto nel 1425.
Lo stile delle montagne ricorda l'arte gotica, in particolare le montagne scheggiate come grandi rocce che Giotto aveva a sua volta ripreso dalla cultura figurativa bizantina, ed è spesso indicato come termine di paragone rispetto alle montagne dipinte da Masaccio nella Cappella Brancacci (scene del Tributo o della Predica di san Pietro), impostate a un meno ideale realismo.